# Giuseppe Martucci

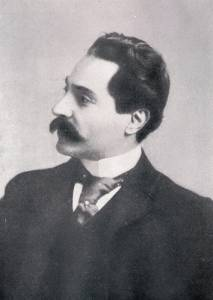
Giuseppe Martucci

Giuseppe Martucci (* 6. Januar 1856 in Capua; † 1. Juni 1909 in Neapel) war ein italienischer Komponist, Pianist und Dirigent.

## Leben
Martucci wurde zunächst von seinem Vater, einem Trompeter und Militärmusiker, unterrichtet und trat schon als Achtjähriger als Pianist auf. Von 1867 bis 1871 studierte er am Konservatorium San Pietro a Maiella in Neapel bei Beniamino Cesi (Klavier) und Paolo Serrao (Komposition). In den folgenden Jahren konzertierte er als Pianist in Italien, Frankreich und England, häufig gemeinsam mit dem Cellisten Alfredo Piatti. 1880 erhielt er eine Professur für Klavier am Konservatorium Neapel, von 1886 bis 1902 war er Direktor des Liceo Musicale in Bologna, um dann ab 1902 die Leitung des Konservatoriums Neapel zu übernehmen.
Als Dirigent setzte sich Martucci für das Werk Richard Wagners ein. 1888 dirigierte er in Bologna die italienische Erstaufführung des Tristan. Er machte in Italien jedoch auch Instrumentalmusik seiner Zeitgenossen aus Deutschland, Frankreich und England bekannt. Zu den Schülern Martuccis zählte u. a. Ottorino Respighi.

## Werk
Martucci komponierte Instrumentalmusik zu einer Zeit, in der das italienische Musikleben hauptsächlich durch die Oper dominiert wurde. Stilistisch ging er weniger von Wagner als vorrangig von der Tradition Beethoven – Schumann – Brahms aus. Neben zahlreichen Klavierstücken komponierte er zwei Sinfonien (op. 75, d-Moll, 1895; op. 81, F-Dur, 1904), zwei Klavierkonzerte (d-Moll, 1878; b-Moll, 1884/85), ein Oratorium („Samuel“), den Orchesterlieder-Zyklus La canzone dei ricordi, eine Orgelsonate und Kammermusik (darunter ein Klavierquintett und zwei Klaviertrios). Arturo Toscanini nahm wiederholt Kompositionen Martuccis in seine Programme auf; das 2. Klavierkonzert wurde Repertoirebestandteil Anton Rubinsteins und Gustav Mahler dirigierte es 1911 in New York im letzten Konzert vor seinem Tod.